# Operation RY
Operation RY (Invasionen af Nauru og Ocean Island) var navnet på den kejserlige japanske plan, for at invadere og besætte øerne Nauru og Ocean i det sydlige Stillehav under Stillehavskrigen i 2. verdenskrig. Operationen var oprindelig sat til at blive udført i maj 1942, lige efter Operation MO og før Operation MI, der resulterede i slaget om Midway. Hovedårsagen for operation var at udnytte øernes ressourcer af fosfat. Efter en udsættelse pga. forstyrrelser af fjendtlige styrker, var operationen færdig i august 1942.

## Baggrund
Før og under 2. verdenskrig, var Nauru og Ocean Island isoleret, men ekstremt rigt på fosfatfremkomster. Øerne var under australsk mandatkontrol, hvor British Phosphate Commissioners (BPC) drev fosfatminerne. Fosfatfremkomsterne skulle brydes til at lave ammunition, sprængstoffer og gødningsstoffer.
De tyske hjælpekrydsere Orion og Komet sank fem handelsskibe og bombarderede Nauru, der forårsagede skader på fosfatminedriften, som derefter forstyrrede de Allieredes produktion af fosfat. Efter angrebne, anmodede Australian Commonwealth Naval Board British Admiralty om at omplacere australske flådeenheder at imødekomme truslen fra skibene. HMAS Manoora ankom ud for Ocean Island den 4. januar 1941 og australske og new zealandske krigsskibe fastholdte en kontinuerlig tilstedeværelse væk fra øerne i løbet af de efterfølgende måneder og et flådekompagni og to feltkanoner blev indsat på hver ø. Angrebene førte også til introduktionen af konvojer mellem Australien og New Zealand.
I slutningen af februar 1942, da en japansk invasion af Nauru og Ocean Island frygtede den frie franske destroyer Triomphant, der forlod Ny Hebriderne for at evakuere både Nauru og Ocean Island. Skibet ankom den 23. februar og afsluttede evakueringen uden alvorlige uheld.
Selvom Operation MO blev aflyst den 8. maj 1942 umiddelbart efter slaget om Koralhavet, forlod de kejserlige japanske flådes styrker Rabaul og Bougainville den 11. maj for at udføre RY-operationen.

## Første invasionsforsøg
Den 11. maj 1942, forlod den kejserlige japanske invasionsstyrke, under ledelse af kontreadmiral Shima Kiyohide, Rabaul, bestående af krydseren Tatsuta, minelæggerne Okinoshima (flagskib) og Tsugaru og destroyere Uzuki og Yuzuki, dækket af den 5. krydserdivision, under ledelse af kontreadmiral Takeo Takagi, der bestod af de tunge krydsere Myoko og Haguro med Destroyerdivision 30's destroyere, Ariake, Mochizuki, Shigure og Shiratsuyu. Invasionenstropper fra den 6. særlige flådelandgangsstyrke og Kashimas særlige flådelandgangsstyrke blev transporteret med transportskibene Kinryū Maru og Takahata Maru.
Mens Okinoshima, som var blevet beskadiget af fly fra Yorktown under invasionen af Tulagi den 4. maj 1942, dampede gennem slagregn ud for New Irland og vest for Buka Island, blev den torpederet kl. 4:52 af den amerikanske flådes ubåd USS S-42 (med chef Oliver G. Kirk) og alvorligt beskadiget. Invasionsstyrkens eskorte nærmede sig S-42 og kastede dybdebomber i området indtil kl. 11:30, der forårsagede skader. Ubåden forlod området for at vende tilbage til basen i Moreton Bay ved Brisbane i Australien. Kontreadmiral Shima overførte sit flag til Yuzuki sydvest for Buka Island, Bougainville. Kl 06:40, kæntrede Okinoshima, mens han var under slæb af Mochizuki i St. George's Channel ved 05°06′S 153°48′Ø / 5.100°S 153.800°Ø.
Mens vendte tilbage til Rabaul efter at være blevet afsendt for at hjælpe med reparationen af Okinoshima, var reparationsskibet Shoei Maru blevet torpederet ud for Kap St. George ved New Irland, af USS S-44. Hun sank kl. 14:40 ved 04°51′S 152°54′Ø / 4.850°S 152.900°Ø.
På trods af tabet af Okinoshima fortsatte resten af de japanske styrker operationen. Som disse styrker var på vej observerede et japansk rekognosceringsfly fra Tulagi imidlertid den amerikanske flådes hangarskibe Enterprise og Hornet på vej mod Nauru. De to amerikanske hangarskibe, der handlede på baggrund af efterretninger taget fra aflyttet japansk kommunikation, var blevet sendt til området som en skinmanøvre for at forsøge at stoppe den japanske operation.
Krigslisten lykkedes. Af frygt for truslen, som de amerikanske hangarskibe var mod RY-styrkerne, som ikke havde luftdækning, aflyste japanerne operationen den 15. maj og flådestyrker vendte tilbage til Rabaul.

## Anden invasionsforsøg
En anden invasionsstyrke forlod Truk den 26. august 1942, bestående af krydseren Yubari, destroyeren Oite, Yuzuki, Ariake, Yugure og Yunagi og transportskibet Hakozaki Maru.
Landgangsstyrkerne gik i land på Nauru den 29. august og Ocean Island den 30. august uden modstand.

## Videre forløb
Japanske styrker besatte de to øer indtil slutningen af krigen, men blev mere og mere isoleret som krigen skred frem.

### Bøger
- Brown, David (1990). Warship Losses of World War Two (engelsk). Naval Institute Press. ISBN 1-55750-914-X.
- Lundstrom, John B. (2006). Black Shoe Carrier Admiral:  Frank Jack Fletcher at Coral Sea, Midway, and Guadalcanal (engelsk). Annapolis, Maryland: Naval Institute Press. ISBN 1-59114-475-2.
- Lundstrom, John B. (2005). The First Team: Pacific Naval Air Combat from Pearl Harbor to Midway (engelsk). Annapolis, Maryland, U.S.A.: Naval Institute Press. ISBN 159114471X.
- Willmott, H. P. (2002). The War with Japan:  The Period of Balance, May 1942 – October 1943 (engelsk). Wilmington, Delaware: Scholarly Resources Inc. ISBN 0-8420-5032-9.

### Internet
- Bullard, Steven (oversætter) (2007). Japanese army operations in the South Pacific Area New Britain and Papua campaigns, 1942–43 (engelsk). Canberra: Australian War Memorial. ISBN 9780975190487. (oversættelse fra uddrag fra Senshi Sōshō)
- Hackett, Bob (2003). "HIJMS Furutaka: Tabular Record of Movement". Junyokan (engelsk). Combinedfleet.com. Hentet 10. maj 2009.
- Hackett, Bob, Sander Kingsepp, and Peter Cundall (1998-2007). "HIJMS Myoko: Tabular Record of Movement". Junyokan! (engelsk). Combinedfleet.com.{{cite web}}:  CS1-vedligeholdelse: Dato-format (link)
- Hackett, Bob, and Sander Kingsepp (1998-2007). "IJN Minelayer Okinoshima: Tabular Record of Movement". Fusetsukan! (engelsk). Combinedfleet.com.{{cite web}}:  CS1-vedligeholdelse: Dato-format (link)
- Hackett, Bob, Sander Kingsepp, and Peter Cundall (1998-2007). "HIJMS Tatsuta: Tabular Record of Movement". Junyokan! (engelsk). Combinedfleet.com.{{cite web}}:  CS1-vedligeholdelse: Dato-format (link)
- Hackett, Bob, Sander Kingsepp, and Peter Cundall (1998-2007). "IJN Tsugaru: Tabular Record of Movement". Fusetsukan! (engelsk). Combinedfleet.com.{{cite web}}:  CS1-vedligeholdelse: Dato-format (link)
- McCarthy, Dudley (1959). Volume V – South–West Pacific Area – First Year: Kokoda to Wau. Australia in the War of 1939–1945, Series 1:  Army (engelsk). Canberra: Australian War Memorial. Hentet 2. november 2006.
- Nevitt, Allyn D. (1998-2009). "IJN Uzuki: Tabular Record of Movement". Long Lancers! (engelsk). Combinedfleet.com.{{cite web}}:  CS1-vedligeholdelse: Dato-format (link)